# Nordisk Matematikkonkurrence
Nordisk Matematikkonkurrence (en: Nordic Mathematical Contest (NMC)) er en matematikkonkurrence for skoleelever i de 5 nordiske lande. Den er blevet afholdt årligt siden 1987. Konkurrencen fungerer som en del af kvalificering til Internationale Matematik-Olympiade (IMO). Vanskelighedsgraden er ment at være et sted mellem de nationale finaler og IMO.